# Victor Pan
Victor Iakovlevitch Pan (en russe : Пан Виктор Яковлевич) est un mathématicien et informaticien soviétique puis américain, connu pour ses travaux sur les algorithmes sur les polynômes et le produit matriciel.

## Formation et carrière
Pan obtient son doctorat à l'Université d'État de Moscou en 1964 sous la direction d'Anatoli Vitushkine et travaille ensuite à l'Académie soviétique des sciences. Pendant cette période, il publie un certain nombre d'articles importants et devient connu par son travail de pionnier dans le domaine des calculs polynomiaux. À la fin des années 1970, Pan émigre aux États-Unis. Il occupe des postes dans plusieurs institutions dont IBM Research. Depuis 1988, il enseigne au Lehman College de l'Université de la ville de New York.

## Contributions
Victor Pan est un expert en complexité computationnelle et il a développé un certain nombre d'algorithmes originaux. L'un de ses premiers résultats notables est une preuve que le nombre de multiplications effectuée dans la méthode de Ruffini-Horner est optimal.
En théorie des algorithmes de multiplication de matrices, Pan publie, en 1978, un algorithme avec un temps d'exécution {\displaystyle O(n^{2,795})}. Cet algorithme est la première amélioration par rapport à l'algorithme de Strassen après près d'une décennie, et elle lance une longue série d'améliorations dans la multiplication matricielle rapide qui comprend plus tard l'algorithme de Coppersmith-Winograd et les développements ultérieurs. En 1984, Pan publie une monographie intitulée How to Multiply Matrices Faster (Springer, 1984) qui fait une synthèse des premiers développements dans ce domaine. Son algorithme de 1982 est considéré, encore en 2020, comme l'algorithme de multiplication de matrices le plus rapide  « utilisable en pratique » (c'est-à-dire utilisable en petites dimensions et sans constantes « galactiques »). En 1998, avec son étudiant Xiaohan Huang, Pan montre que les algorithmes de multiplication de matrices peuvent tirer parti des matrices rectangulaires avec des rapports d'aspect déséquilibrés, en les multipliant plus rapidement qu'en utilisant des algorithmes de multiplication de matrices carrées.
Plus tard, Pan revient au calcul symbolique et numérique et à un thème antérieur de ses recherches, les calculs sur des polynômes. Il développe des algorithmes rapides pour le calcul numérique des racines de polynômes et, avec Bernard Mourrain, des algorithmes pour les polynômes multivariés basés sur leurs rapports à des matrices structurées,. Il est également auteur ou coauteur de plusieurs  livres, sur le calcul matriciel et polynomial,, et sur les procédures de calcul de racine numérique,

## Reconnaissance
Pan est nommé professeur distingué au Lehman College en 2000. En 2013, il devient membre de l'American Mathematical Society, pour ses "contributions à la théorie mathématique du calcul".

## Publications (sélection)

### Articles de recherche
- V. Ja. Pan, « On means of calculating values of polynomials », Russian Math. Surveys, vol. 21,‎ 1966, p. 105–136 (DOI 10.1070/rm1966v021n01abeh004147, MR 0207178, S2CID 250869179)
- Victor Y. Pan, « Strassen's algorithm is not optimal: Trilinear technique of aggregating, uniting and canceling for constructing fast algorithms for matrix operations », Proceedings of the 19th Annual Symposium on Foundations of Computer Science (FOCS 1978), IEEE,‎ octobre 1978 (DOI 10.1109/sfcs.1978.34, S2CID 14348408)
- Victor Y. Pan, « Trilinear aggregating with implicit canceling for a new acceleration of matrix multiplication », Computers and Mathematics with Applications, vol. 8,‎ 1982, p. 23–34 (DOI 10.1016/0898-1221(82)90037-2 , MR 644547)
- Xiaohan Huang et Victor Y. Pan, « Fast rectangular matrix multiplication and applications », Journal of Complexity, vol. 14, no 2,‎ 1998, p. 257–299 (DOI 10.1006/jcom.1998.0476 , MR 1629113)
- Bernard Mourrain et Victor Y. Pan, « Multivariate polynomials, duality, and structured matrices », Journal of Complexity, vol. 16, no 1,‎ 2000, p. 110–180 (DOI 10.1006/jcom.1999.0530, MR 1762401, lire en ligne) (J. Complexity best paper award)
- Victor Y. Pan, « Univariate polynomials: nearly optimal algorithms for numerical factorization and root-finding », Journal of Symbolic Computation, vol. 33, no 5,‎ 2002, p. 701–733 (DOI 10.1006/jsco.2002.0531 , MR 1919911)
- Victor Y. Pan, Fazlollah Soleymani et Liang Zhao, « An efficient computation of generalized inverse of a matrix », Applied Mathematics and Computation, vol. 316,‎ 1er janvier 2018, p. 89–101 (DOI 10.1016/j.amc.2017.08.010, arXiv 1604.07893)

### Monographies
- Victor Pan, How to Multiply Matrices Faster, Berlin, Springer-Verlag, coll. « Lecture Notes in Computer Science » (no 179), 1984 (ISBN 3-540-13866-8, DOI 10.1007/3-540-13866-8, S2CID 5280107)[16]
- Dario Bini et Victor Y. Pan, Polynomial and Matrix Computations, Vol. I: Fundamental Algorithms, Boston, MA, Birkhäuser, coll. « Progress in Theoretical Computer Science », 1994 (ISBN 0-8176-3786-9, DOI 10.1007/978-1-4612-0265-3, S2CID 30728536)[17]

- Victor Y. Pan, Structured Matrices and Polynomials: Unified Superfast Algorithms, New York, Springer-Verlag, 2001 (ISBN 0-8176-4240-4, DOI 10.1007/978-1-4612-0129-8)

- J. M. McNamee et V. Y. Pan, Numerical Methods for Roots of Polynomials, Part II, Amsterdam, Elsevier/Academic Press, coll. « Studies in Computational Mathematics » (no 16), 2013 (ISBN 978-0-444-52730-1)